# Lijst van expedities van Mohammed

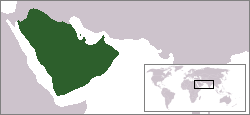
Het Arabisch Schiereiland onder Mohammed net voor zijn dood.

De lijst van expedities van Mohammed omvat de expedities die door de moslimgemeenschap zijn ondernomen tijdens het leven van de islamitische profeet Mohammed.
Sommige bronnen gebruiken het woord ghazwa en een verwant meervoud ghazwat in enge technische zin om te verwijzen naar de expedities waaraan Mohammed deelnam, terwijl ze het woord sariyya (mv. saraya) gebruiken voor die vroege moslimexpedities waar hij niet persoonlijk aanwezig was. Andere bronnen gebruiken de termen ghazwa en maghazi in het algemeen om naar beide soorten expedities te verwijzen.
Vroege islamitische bronnen vertonen aanzienlijke verschillen in de chronologie van expedities. Tenzij anders vermeld, zijn de data in deze lijst gebaseerd op Mohammed in Medina door Montgomery Watt, die op zijn beurt de door Leone Caetani voorgestelde chronologie volgt.

## Lijst van expedities
Er vonden 28 expeditie plaats met Mohammed en 66 zonder Mohammed.
| Nr. | Naam                                                      | Datum                    | Deelname Mohammed |
| --- | --------------------------------------------------------- | ------------------------ | ----------------- |
| 1   | Expeditie van Hamza ibn 'Abdul-Muttalib                   | Maart 623                |                   |
| 2   | Expeditie van Ubaydah ibn al-Harith                       | April 623                |                   |
| 3   | Al-Kharrar expeditie                                      | Mei 623                  |                   |
| 4   | Patrouille van Waddan (al-Abwa')                          | Augustus 623             |                   |
| 5   | Patrouille van Buwat                                      | September 623            |                   |
| 6   | Eerste expeditie naar Badr (Safwan)                       | September 623            |                   |
| 7   | Patrouille van Zul Al-Ushairah                            | December 623             |                   |
| 8   | Aanval op Nakhla                                          | Januari 624              |                   |
| 9   | Slag bij Badr                                             | 15 maart 624             |                   |
| 10  | Moord op Asma bint Marwan                                 | Maart 624                |                   |
| 11  | Moord op Abu Afak                                         | Maart 624                |                   |
| 12  | Invasie van Banu Qaynuqa                                  | April 624                |                   |
| 13  | Invasie van Sawiq                                         | Mei/juni 624             |                   |
| 14  | Al-Kudr invasie                                           | Mei 624                  |                   |
| 15  | Moord op Ka'b ibn al-Ashraf                               | Augustus/september 624   |                   |
| 16  | Aanval op Dhu Amarr                                       | September 624            |                   |
| 17  | Invasie van Buhran                                        | Oktober/november 624     |                   |
| 18  | Aanval op Al-Qarada                                       | November 624             |                   |
| 19  | Slag bij Uhud                                             | 23 maart 625             |                   |
| 20  | Slag bij Hamra al-Asad                                    | Maart 625                |                   |
| 21  | Expeditie van Qatan                                       | Juni 625                 |                   |
| 22  | Expeditie van Abdullah ibn Unais                          | Juni 625                 |                   |
| 23  | Expeditie van Al-Raji                                     | Juli 625                 |                   |
| 24  | Expeditie van Bir Maona                                   | Juli 625                 |                   |
| 25  | Invasie van Banu Nadir                                    | Augustus 625             |                   |
| 26  | Expeditie van Badr al-Maw'id                              | April 626                |                   |
| 27  | Expeditie van Dhat al-Riqa                                | Juni 626                 |                   |
| 28  | Expeditie van Dumat al-Jandal                             | Augustus 626             |                   |
| 29  | Expeditie van Al-Muraysi'                                 | Januari 627              |                   |
| 30  | Slag bij de Gracht                                        | April 627                |                   |
| 31  | Invasie van Banu Qurayza                                  | Mei 627                  |                   |
| 32  | Expeditie van Mohammad ibn Maslamah                       | Juni 627                 |                   |
| 33  | Invasie van Banu Lahyan                                   | Juli 627                 |                   |
| 34  | Expeditie van Dhu Qarad                                   | Augustus 627             |                   |
| 35  | Expeditie van Ukasha bin Al-Mihsan                        | Augustus/september 627   |                   |
| 36  | Eerste aanval op Banu Thalabah                            | Augustus/september 627   |                   |
| 37  | Tweede aanval op Banu Thalabah                            | Augustus/september 627   |                   |
| 38  | Expeditie van Zaid ibn Haritha (Al-Jumum)                 | September 627            |                   |
| 39  | Expeditie van Zaid ibn Haritha (Al-Is)                    | September/oktober 627    |                   |
| 40  | Derde aanval op Banu Thalabah                             | Oktober/november 627     |                   |
| 41  | Expeditie van Zayd ibn Harithah (Hisma)                   | Oktober/november 627     |                   |
| 42  | Expeditie van Zayd ibn Harithah (Wadi al-Qura)            | November/december 627    |                   |
| 43  | Expeditie van Abdur Rahman bin Auf                        | December 627/januari 628 |                   |
| 44  | Expeditie van Fidak                                       | December 627/januari 628 |                   |
| 45  | Tweede expeditie van Wadi al-Qura                         | Januari 628              |                   |
| 46  | Expeditie van Kurz bin Jabir Al-Fihri                     | Januari/februari 628     |                   |
| 47  | Expeditie van Abdullah ibn Rawaha                         | Februari/maart 628       |                   |
| 48  | Verovering van Fidak                                      | Mei/juni 628             |                   |
| 49  | Slag bij Khaybar                                          | Mei/juni 628             |                   |
| 50  | Derde expeditie van Wadi al Qura                          | Mei 628                  |                   |
| 51  | Expeditie van Omar ibn al-Khatab                          | December 628             |                   |
| 52  | Expeditie van Abu Bakr As-Siddiq                          | December 628             |                   |
| 53  | Expeditie van Bashir Ibn Sa’d al-Ansari (Fadak)           | December 628             |                   |
| 54  | Expeditie van Ghalib ibn Abdullah al-Laithi (Mayfah)      | Januari 629              |                   |
| 55  | Expeditie van Bashir Ibn Sa’d al-Ansari (Jemen)           | Februari 629             |                   |
| 56  | Expeditie van Ibn Abi Al-Awja Al-Sulami                   | April 629                |                   |
| 57  | Expeditie van Ghalib ibn Abdullah al-Laithi (Fadak)       | Mei 629                  |                   |
| 58  | Expeditie van Ghalib ibn Abdullah al-Laithi (Al-Kadid)    | Juni 629                 |                   |
| 59  | Expeditie van Shuja ibn Wahb al-Asadi                     | Juni 629                 |                   |
| 60  | Expeditie van Ka’b ibn 'Umair al-Ghifari                  | Juli 629                 |                   |
| 61  | Slag bij Mu'tah                                           | September 629            |                   |
| 62  | Expeditie van Amr ibn al-As                               | Oktober 629              |                   |
| 63  | Expeditie van Abu Ubaidah ibn al Jarrah                   | Oktober 629              |                   |
| 64  | Expeditie van Abi Hadrad al-Aslami                        | November 629             |                   |
| 65  | Expeditie van Abu Qatadah ibn Rab'i al-Ansari (Khadirah)  | December 629             |                   |
| 66  | Expeditie van Abu Qatadah ibn Rab'i al-Ansari (Batn Edam) | December 629             |                   |
| 67  | Verovering van Mekka                                      | Januari 630              |                   |
| 68  | Expeditie van Khalid ibn al-Walid (Nakhla)                | Januari 630              |                   |
| 69  | Aanval van Amr ibn al-As                                  | Januari 630              |                   |
| 70  | Aanval van Sa'd ibn Zaid al-Ashhali                       | Januari 630              |                   |
| 71  | Expeditie van Khalid ibn al-Walid (Banu Jadhimah)         | Januari 630              |                   |
| 72  | Slag bij Hunayn                                           | Januari 630              |                   |
| 73  | Expeditie van At-Tufail ibn 'Amr Ad-Dausi                 | Januari 630              |                   |
| 74  | Slag bij Autas                                            | 630                      |                   |
| 75  | Expeditie van Abu Amir Al-Ashari                          | Januari 630              |                   |
| 76  | Expeditie van Abu Musa Al-Ashari                          | Januari 630              |                   |
| 77  | Beleg van Ta'if                                           | Februari 630             |                   |
| 78  | Expeditie van Uyainah bin Hisn                            | April/mei 630            |                   |
| 79  | Expeditie van Qutbah ibn Amir                             | Mei/juni 630             |                   |
| 80  | Expeditie van Dahhak al-Kilabi                            | Juni/juli 630            |                   |
| 81  | Expeditie van Alqammah bin Mujazziz                       | Juli/augustus 630        |                   |
| 82  | Expeditie van Ali ibn Abi Talib (Al-Fuls)                 | Juli/augustus 630        |                   |
| 83  | Expeditie van Ukasha bin Al-Mihsan (Udhrah en Baliy)      | Oktober 630              |                   |
| 84  | Expeditie van Tabuk                                       | Oktober/december 630     |                   |
| 85  | Expeditie van Khalid ibn al-Walid (Dumatul Jandal)        | Oktober 630              |                   |
| 86  | Expeditie van Abu Sufyan ibn Harb                         | Oktober 630              |                   |
| 87  | Vernietiging van Masjid al-Dirar                          | 630                      |                   |
| 88  | Expeditie van Khalid ibn al-Walid (2e Dumatul Jandal)     | April 631                |                   |
| 89  | Expeditie van Surad ibn Abdullah                          | April 631                |                   |
| 90  | Expeditie van Khalid ibn al-Walid (Najran)                | Juni/juli 631            |                   |
| 91  | Expeditie van Ali ibn Abi Talib (Mudhij)                  | December 631             |                   |
| 92  | Expeditie van Ali ibn Abi Talib (Hamdan)                  | 632                      |                   |
| 93  | Vernietiging van Dhul Khalasa                             | April 632                |                   |
| 94  | Expeditie van Usama bin Zayd (Mu'tah)                     | Mei 632                  |                   |